# Communauté rurale de Madina
La communauté rurale de Madina est une communauté rurale du Sénégal située à l'ouest du pays. 
Elle fait partie de l'arrondissement de Kael, du département de Mbacké et de la région de Diourbel.
Lors du dernier recensement, la CR comptait 16 441 personnes et 1 566 ménages.